# Challenger Providencia 2008
Il Challenger Providencia 2008 è stato un torneo di tennis facente parte della categoria ATP Challenger Series nell'ambito dell'ATP Challenger Series 2008. È stata la 4ª edizione del torneo, si è giocato dal 25 febbraio al 3 marzo 2008 sui campi in terra rossa del Club Providencia di Providencia, nella Regione Metropolitana di Santiago, in Cile, e aveva un montepremi di $35 000 +H.

## Vincitori

### Singolare
Thomaz Bellucci ha battuto in finale  Eduardo Schwank con il punteggio di 6–4, 7–6(3)

### Doppio
Mariano Hood /  Eduardo Schwank hanno battuto in finale  Brian Dabul /  Jean-Julien Rojer con il punteggio di 6–3, 6–3